# Tanaea
Tanaea ist ein Ort auf dem gleichnamigen Motu im Osten des Tarawa-Atolls in den zum Inselstaat Kiribati gehörenden Gilbertinseln im Pazifischen Ozean. 2020 hatte der Ort 320 Einwohner.

## Geographie
Tanaea liegt im Osten des Atolls von Tarawa zwischen Buota (NW) und Bonriki (SO). Der Ort befindet sich an der Südspitze des kleinen Motu. Im Ort gibt es eine Kirche der Kiribati Uniting Church. Auf der benachbarten Insel Bonriki befindet sich der Hauptflughafen von Kiribati.
Tanaea ist der nördlichste Ort des Distrikts South Tarawa. Der über eine Brücke erreichbare Nachbarort Buota gehört zum Distrikt North Tarawa, der sich als Riffarm nach Nordwesten zieht.

## Klima
Das Klima ist tropisch heiß, wird jedoch von ständig wehenden Winden gemäßigt. Ebenso wie die anderen Orte des Tarawa-Atolls wird Tanaea gelegentlich von Zyklonen heimgesucht.